# La Guillermie
 La Guillermie  es una población y comuna francesa, situada en la región de Auvernia, departamento de Allier, en el distrito de Vichy y cantón de Le Mayet-de-Montagne.

## Demografía
| 319 | 285 | 246 | 193 | 155 | 159 |
| Para los censos de 1962 a 1999 la población legal corresponde a la población sin duplicidades (Fuente: INSEE [Consultar]) |     |     |     |     |     |